# 커넥트 (영화)
커넥트(保持通話)는 2008년 공개된 홍콩의 액션 영화로, 2004년 미국 영화 《셀룰러》의 리메이크 작품이다.

## 배역
- 고천락 - 밥 역 (주연)
- 쉬시위안 - 그레이스 역 (주연)
- 장가휘 - 야휘 역 (주연)
- 류예 - 조연
- 번소황 - 조연
- 진혜산 - 조연
- 시우파이 청 - 조연
- 공배필 - 조연